# Sân bay Sultan Abdul Halim
Sân bay Sultan Abdul Halim (IATA: AOR, ICAO: WMKA) là một sân bay phục vụ Alor Star ở Malaysia.
Sân bay cách thành phố 13 km, có công suất thiết kế có thể phục vụ đến 800.000 hành khách/năm. Nhà ga mới đã được đưa vào hoạt động ngày 5/5/2006 để dự bị cho lượng khách tăng trong tương lai. Nhà ga mới có thể tiếp nhận máy bay Airbus 330 do đường băng đã được kéo dài từ 1.963 m lên 2.745 m, rộng 45 m.

## Thống kê
| Năm  | Lượt khách thông qua | Số chuyến bay | Vận tải hàng hóa tính theo tấn ↓ | Vận tải hàng hóa theo kilogam |
| ---- | -------------------- | ------------- | -------------------------------- | ----------------------------- |
| 2003 | 353,778              | 18,318        | 17                               | 37                            |
| 2004 | 346,502              | 14,784        | 67                               | 147                           |
| 2005 | 323,669              | 17,632        | 118                              | 260                           |
| 2006 | 292,549              | 18,495        | 111                              | 244                           |
| 2007 | 291,006              | 20,277        | 55                               | 54,921                        |
| 2008 | 307,564              | 17,705        | 41                               | 41,193                        |

## Các phương tiện mặt đất
AirAsia cung cấp các xe chạy từ sân bay này đi Hat Yai, Thái Lan.

## Hàng không và điểm đến

### Hệ thống hoạt động
| Hãng hàng không   | Các điểm đến |
| ----------------- | ------------ |
| Malaysia Airlines | Kuala Lumpur |
| AirAsia           | Kuala Lumpur |
| Firefly           | Subang       |